# Lasioglossum furunculum
Lasioglossum furunculum är en biart som först beskrevs av Jason Gibbs 2011. Den ingår i släktet smalbin och familjen vägbin. Arten finns endast i nordöstra USA och sydöstra Kanada.

## Beskrivning
Honan har blått till blågrönt huvud och mellankropp med mörkbruna antenner och ben samt övre halvan av munskölden mörkblå. Bakkroppen är mörkbrun med brungula, halvgenomskinliga bakkanter på segmenten. Behåringen är gles och vitaktig. Kroppslängden är knappt 5 mm, med en framvinglängd på omkring 3,6 mm. Hanen är okänd.
Arten är mycket lik den nära släktingen Lasioglossum izawsum från vilken den endast kan skiljas med hjälp av tetaljer på käkarna, skenbenen och fötterna.

## Utbredning
Arten var länge endast påträffad i Massachusetts i USA, men fynd i Ontario nära Niagarafallen i Kanada 2009 har sedermera konstaterats tillhöra samma art.

## Ekologi
Arten antas vara en kleptoparasit som lägger sina ägg i andra smalbins bon, vars ägg eller larv dödas, så att den egna larven fritt kan leva av det insamlade matförrådet.